# Hussi Kutlucan
Hussein „Hussi“ Kutlucan (* 26. September 1962 in Kemah, Türkei) ist ein deutscher Autorenfilmer, Schauspieler und ehemaliger Punkrocker.

## Leben
1971 kam Kutlucan mit den Eltern aus der Türkei nach Berlin. Hier lernte er zunächst den Beruf des Elektroinstallateurs. Der Filmemacher lebt bis heute hauptsächlich in Deutschland.
Anfang der 1980er Jahre war er neben Bela B. Felsenheimer, Roman Stoyloff und Bernd van Huizen ein Mitglied der Berliner Punk-Band Soilent Grün (Gesang und Bass), die als Vorgängerband der Ärzte gilt. 1982 schließlich sah Kutlucan seine Zukunft eher auf der Schauspielbühne und entschied sich gegen eine weitere Karriere im Punkrockbereich.
Kutlucan nahm in seiner Heimatstadt privaten Schauspielunterricht bei Theresa Nawrot und Richard Czayer und hatte 1986 am Theater Raster in Berlin mit dem Stück Ein nukleares Trauerspiel sein Schauspieldebüt. Weitere Theaterengagements wie in dem Stück Die Pest von der Experimentalbühne Theater 100 Fleck oder in The Sensuous Cadaver der Berliner Playactors, aber auch erste Aufgaben im Film folgten.
1991 war Kutlucan in dem Spielfilm Sommer in Mezra, einer Tragikomödie, dann erstmals Schauspieler, Drehbuchautor und Regisseur in Personalunion. Für seine Asylbewerber-Komödie‚ Ich Chef, Du Turnschuh (1998), erhielt Kutlucan den Adolf-Grimme-Preis. Sein dritter Autorenfilm Drei gegen Troja (2005) behandelt ebenfalls das Thema Einwanderung.
Neben seiner Tätigkeit als Filmautor und -regisseur war Kutlucan in zahlreichen Rollen als Schauspieler in Film und Fernsehen z. B. in so bekannten Filmen wie Lars Beckers Kanak Attack (2000) und mehreren Tatort-Folgen zu sehen. Von 16. November 2009 bis zum 17. September 2010 war er in der Sat1.-Daily Soap „Eine wie keine“ als Süleyman Üzüm zu sehen.

## Auszeichnungen
- Adolf-Grimme-Preis 2000 in Gold für Ich Chef, Du Turnschuh

## Filmografie (Auswahl)
Kino
- 1986: In der Kälte der Sonne
- 1988: Schön war die Zeit
- 1996: Die Putzfraueninsel
- 1999: Dealer
- 2000: Auslandstournee
- 2000: Kanak Attack
- 2002: Alemanya
- 2003: Luther
- 2004: Der Ärgermacher
- 2005: Stadt als Beute
- 2006: Der Lebensversicherer
- 2006: Schöne Aussichten

Fernsehen
- 1989: Die weißen Zwerge
- 1991: Sommer in Mezra (auch Regie & Drehbuch)
- 1992: Des Lebens schönste Seiten
- 1992: Schattenboxer
- 1992: Business with Friends
- 1993: Tatort – Amoklauf
- 1996: Alarm für Cobra 11 – Die Autobahnpolizei: Bomben bei Kilometer 92
- 1997: Doppelter Einsatz: – Daniel verschwindet
- 1998: Ich Chef, Du Turnschuh (auch Regie & Drehbuch)
- 1999: Dealer
- 2001: Sinan Toprak ist der Unbestechliche – Die Falle
- 2002: Alles getürkt!
- 2002: Tatort – Wolf im Schafspelz
- 2003: Lindenstraße (Fernsehserie, 6 Folgen)
- 2004: Tatort – Der Wächter der Quelle
- 2005: Sex Up – Ich könnt’ schon wieder
- 2005: Crazy Partners
- 2005: Drei gegen Troja (auch Regie & Drehbuch)
- 2006: Nachtschicht – Der Ausbruch
- 2008: Schade um das schöne Geld
- 2009–2010: Eine wie keine
- 2010: Gurbet – Fremde Heimat
- 2012: SOKO Stuttgart (Fernsehserie, 1 Folge)
- 2013: Helden – Wenn dein Land dich braucht
- 2013: Herzensbrecher – Vater von vier Söhnen (Fernsehserie, 1 Folge)
- 2014: Letzte Spur Berlin (Fernsehserie, 1 Folge)
- 2015: Homeland (Fernsehserie, 1 Folge)
- 2016: Berlin Station (Fernsehserie, 3 Folgen)
- 2017: Helen Dorn – Verlorene Mädchen

## Weblink
- Hussi Kutlucan bei IMDb

| Personendaten    | Personendaten                                        |
| ---------------- | ---------------------------------------------------- |
| NAME             | Kutlucan, Hussi                                      |
| ALTERNATIVNAMEN  | Kutlucan, Hussein (wirklicher Name)                  |
| KURZBESCHREIBUNG | deutscher Autorenfilmer, Schauspieler und Punkrocker |
| GEBURTSDATUM     | 26. September 1962                                   |
| GEBURTSORT       | Kemah, Türkei                                        |